# Andarta
Andarta is in de Keltische mythologie een oorlogsgodin, die vooral in het zuiden van Gallië werd vereerd. Inscripties aan haar gericht zijn gevonden in Bern (Zwitserland) en Zuid-Frankrijk.
Zoals de vergelijkbare godin Artio, werd zij geassocieerd met de beer.
Andarta kan ook verband houden met de godin Andate, die aldus Cassius Dio in Britannia met Victoria werd gelijkgesteld.
Thayer bevestigt dat ze ook met Andraste in verband kan worden gebracht. De godin Victoria staat in verband tot de Griekse Nikè, Bellona, Magna Mater, Cybele, en Vacunagodinnen die vaak op strijdwagens worden afgebeeld.

## Brontekst
- MacKillop, James. Dictionary of Celtic Mythology. Oxford: Oxford University Press, 1998. ISBN 0-19-280120-1.